# Armando Gabino
Armando Leisdeker Gabino, né le 31 août 1983 à Santiago de los Caballeros (République dominicaine), est un joueur dominicain de baseball qui a évolué en Ligue majeure de baseball en 2009 et 2010. 

## Carrière
Armando Gabino est recruté le 19 avril 2001 par les Indians de Cleveland en tant qu'agent libre amateur. Encore joueur de Ligues mineures, il est transféré chez les Twins du Minnesota le 13 décembre 2004.
En 2009 avec les Rochester Red Wings en Triple-A, il participe à 38 rencontres, dont sept comme lanceurs partants, pour six victoires, quatre défaites et une moyenne de points mérités de 2,94 pour 98 manches lancées.
Il fait ses débuts en Ligue majeure le 25 août 2009. Il joue deux rencontres en fin de saison 2009 sous l'uniforme des Twins, dont un comme lanceur partant. En accordant sept points en deux matches, il affiche une peu flatteuse moyenne de points mérités de 17,18. 
Mis en ballottage à l'issue de la saison 2009, Gabino se retrouve chez les Orioles de Baltimore à partir du 9 novembre 2009. Il aura sa chance lors de l'entraînement de printemps 2010 pour se glisser dans la rotation des releveurs des Orioles.

## Statistiques
| Saison | Équipe    | G | GS | CG | SHO | V | D | SV | IP  | SO | ERA   |
| ------ | --------- | - | -- | -- | --- | - | - | -- | --- | -- | ----- |
| 2009   | Minnesota | 2 | 1  | 0  | 0   | 0 | 0 | 0  | 3.2 | 2  | 17,18 |
| 2010   | Baltimore | 5 | 0  | 0  | 0   | 0 | 0 | 0  | 4.2 | 2  | 13,50 |
| Totaux | Totaux    | 7 | 1  | 0  | 0   | 0 | 0 | 0  | 8.1 | 4  | 15,12 |

Note : G = Matches joués ; GS = Matches comme lanceur partant ; CG = Matches complets ; SHO = Blanchissages ; 
V = Victoires ; D = Défaites ; SV = Sauvetages ; IP = Manches lancées ; SO = Retraits sur des prises ; ERA = Moyenne de points mérités.